# Очилов, Самандар Файзулло огли
Самандар Файзулло огли Очилов (16 ноября 1995) — узбекистанский футболист, защитник узбекского клуба «Машал».

## Карьера
Профессиональную карьеру начал в 2015 году в составе клуба «Насаф».
В феврале 2021 года подписал контракт с клубом «Худжанд».
В январе 2023 года перешёл в индийский клуб «Кенкре» Мумбаи.
В апреле 2023 года стал игроком клуба «Туркестан».

## Клубная статистика
| Игровая карьера | Игровая карьера | Игровая карьера | Лига | Лига | Кубок | Кубок | Межд. | Межд. | СК | СК |
| --------------- | --------------- | --------------- | ---- | ---- | ----- | ----- | ----- | ----- | -- | -- |
| 2015            | Насаф           | А               | —    | —    | —     | —     | —     | —     | —  | —  |
| 2020            | Актепа          | Б               | 18   | 1    | —     | —     | —     | —     | —  | —  |
| 2021            | Худжанд         | А               | 27   | 1    | —     | —     | 3     | 0     | —  | —  |
| 2022            | Худжанд         | А               | 18   | 2    | —     | —     | 3     | 0     | —  | —  |
| 2023            | Кенкре (Мумбаи) | Б               | 7    | 2    | —     | —     | —     | —     | —  | —  |
| 2023            | Туркестан       | Б               | 26   | 4    | —     | —     | —     | —     | —  | —  |